# Вігілії на смерть короля Карла VII
«Вігілії на смерть короля Карла VII», «Les Vigiles de la mort du roi Charles VII» (повна назва: фр. Les Vigiles de la mort du feu Roi Charles VII. à neuf Psaumes et neuf Leçons, contenant la Chronique & les faits advenus durant la vie dudit feu Roi. composées par Marcial de Paris, dit d'Avergne. «Вігілії на смерть короля Карла VII, з дев'ятьма псалмами та дев'ятьма читаннями з Писання, а також з хронікою і подіями, які відбулися за життя вищезгаданого покійного короля, твір Марціала Паризького, на прізвисько Овернський») — середньовічний ілюмінований манускрипт, основний його текст складає однойменна поема Мариціала Овернського. Манускрипт відомий мініатюрами, що зображають Жанну д'Арк і які є одними з найбільш ранніх її зображень.

## Текст
Книга містить 18 богослужбових текстів, що стосуються поминання померлого у 1416 році короля Карла VII (вігілія — це тексти для всеношної над тілом померлого), а також хроніку, яка являє собою довгу поему, написану Марціалом Овернським, що розповідає про драматичні події Столітньої війни і належить до найбільш ранніх джерел про Жанну д'Арк. В поемі ідеалізуються дипломатичні успіхи та військові командири в Гієні і Нормандії, а також подвиги Жанни д'Арк. Твір був написаний Марціалом у 1477–1483 роках.

## Видання
Перше друковане видання хроніки з'явилося у 1493 році.
- Paris, 1490, 1493, in-fol.; 1505, 1528, in-8

Текст поетичної хроніки Марціала був виданий окремо:
- d'Auvergne, Martial. «Vigiles du roi Charles VIL» In Poésies Martial d' Auvergne, 2 vols. (Paris: Urbain Coustelier, 1724).

## Галерея

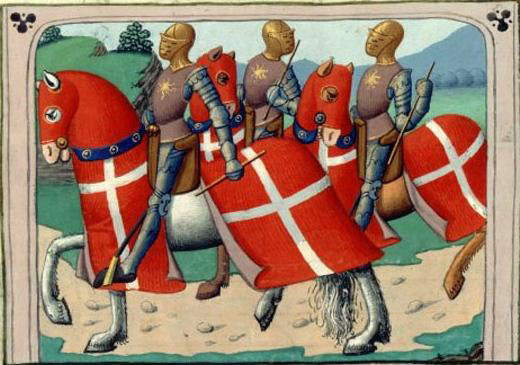
Дюнуа, Брезе і Жак Кер в ході кампанії в Гієні
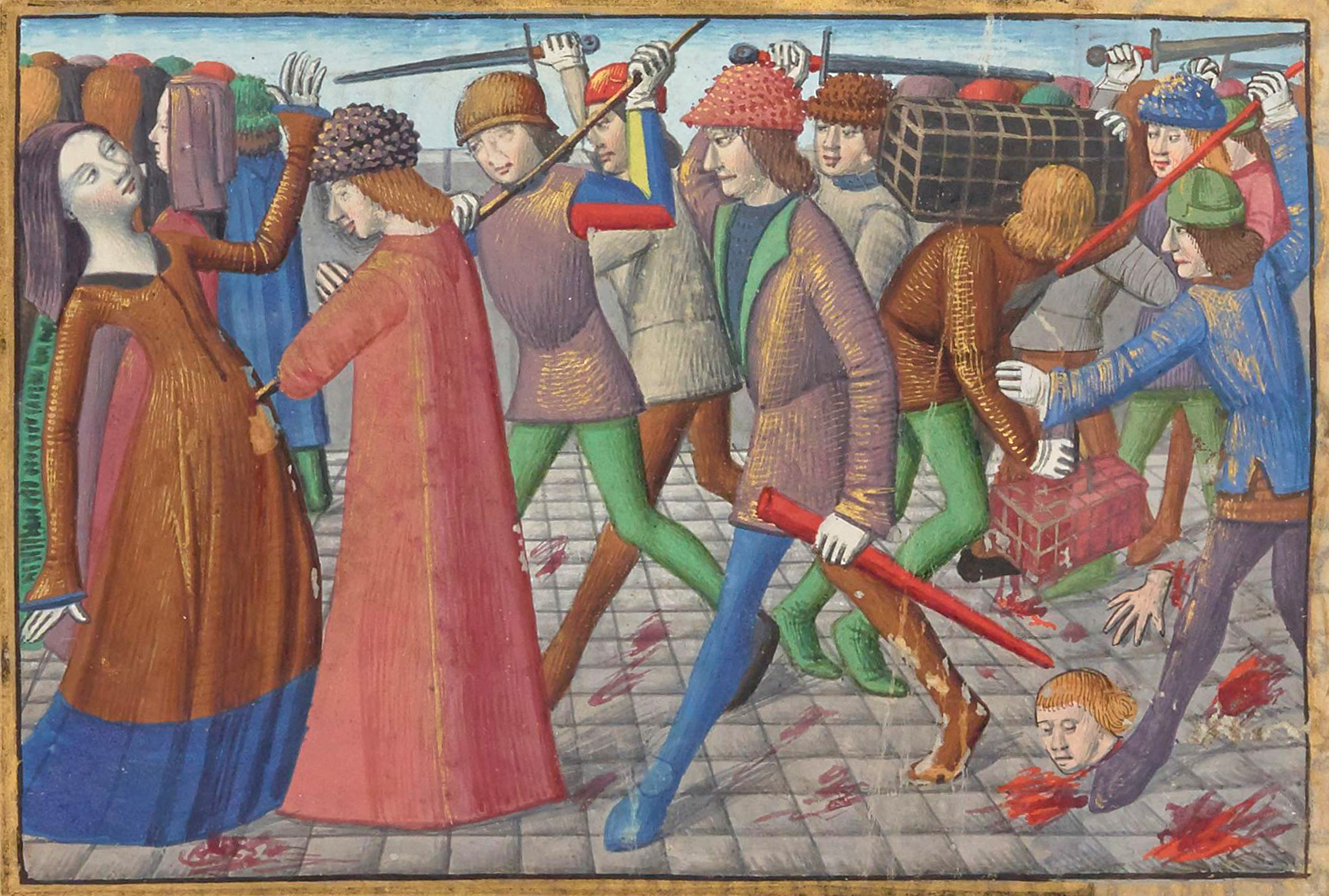
Повстання кобошьйонів в Парижі у 1413 році
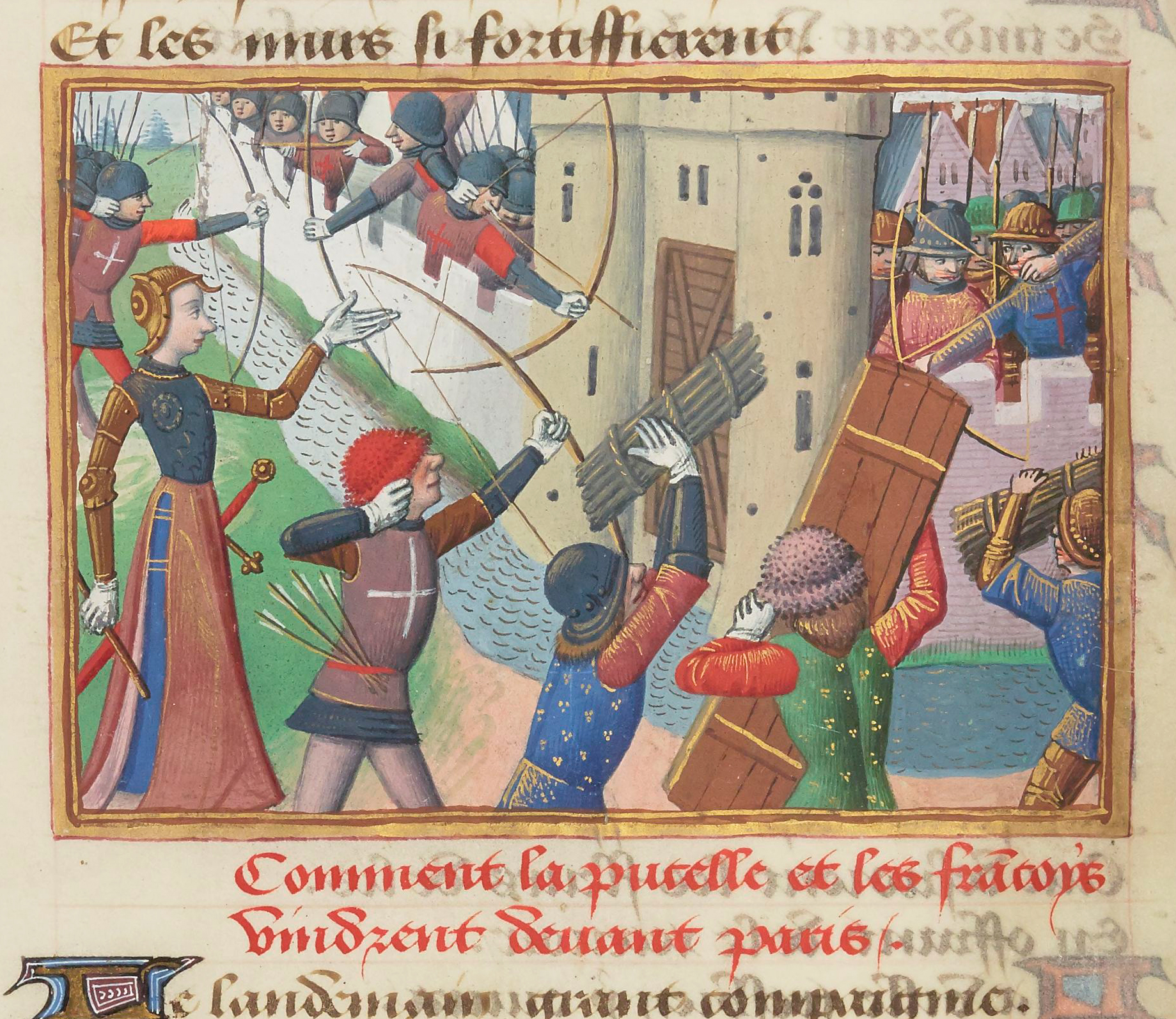
Облога Парижа у 1429 році